# 珠博针壳炱
珠博针壳炱（学名：Irenopsis tjibodense）是属于小煤炱目小煤炱科针壳炱属的一种真菌，寄生在梧桐科植物上。该种分布于中国、印度、印度尼西亚、菲律宾。